# Francisco Xavier Esteves

Francisco Xavier Esteves.

Francisco Xavier Esteves (Ílhavo, Ílhavo, 8 de outubro de 1864 — Porto, 2 de setembro de 1944) foi um engenheiro, professor e político português, considerado o introdutor do cimento armado nas construções civis em Portugal.

## Biografia
Enquanto estudante de Engenharia Civil na Academia Politécnica do Porto, em 1880, a propósito da comemoração do tricentenário da morte de Luís de Camões, Xavier Esteves publicou o Álbum litterario, com a colaboração dos mais notáveis escritores de então, nacionais e estrangeiros. Este Álbum inclui escritos em francês, inglês, alemão, sueco, italiano, castelhano e catalão, todos traduzidos por Xavier Esteves. Logo após a conclusão do seu curso de engenheiro, em 1886, foi convidado para lente do Instituto Industrial do Porto.
Seguindo o Partido Republicano Português, foi eleito deputado pelo Porto em 1899 e reeleito no ano seguinte. Foi vereador da Câmara Municipal do Porto entre 1907 e 1910. Implantada a República a 5 de Outubro de 1910, voltou a ser eleito deputado pela mesma cidade, para a assembleia constituinte, mas resignou poucos meses depois, assumindo a presidência da Comissão Administrativa da Câmara do Porto, lugar que manteve até 1913, tornando-se o primeiro presidente da Câmara Municipal do Porto do regime republicano.
Foi incluído no governo de Machado Santos, em 1916, e exerceu os cargos de ministro do Comércio (1917) e de ministro das Finanças (1918), sendo primeiro-ministro Sidónio Pais.
Foi, por duas vezes, presidente da direcção da Associação Industrial Portuense, hoje Associação Empresarial de Portugal, entre 1914 e 1917 e, num segundo mandato, entre 1919 e 1937. Foi durante este seu mandato que se realizou a Exposição Colonial de 1934, no Palácio de Cristal.
Para além de gerir uma importante casa comercial no Porto, ocupou-se de diversos trabalhos de engenharia. Realizou várias obras no Porto, sendo a mais famosa o edifício, em estilo neogótico, da Livraria Lello, tida como uma das mais belas do mundo.